# HD 122438
HD 122438，又名CP-55 5846，SAO 241403、HR 5266，是一颗恒星，视星等为5.92，位于銀經312.87，銀緯5.26，其B1900.0坐标为赤經13h 56m 40.8s，赤緯-55° 5.26′ 50″。